# Веренишко бърдо
Веренишкото бърдо е рид в Северозападна България, Западния Предбалкан, област Монтана.
Ридът Веренишко бърдо се издига във външната структурна ивица на Западния Предбалкан и е разположен северно от долината на река Огоста. Има посока на простиране от запад-северозапад на изток-югоизток с дължина 14 – 15 км. На запад, до село Каменна Рикса чрез седловина висока 437 м се свързва с Широка планина. На юг се спуска плавно към долината на река Огоста, а северните му склонове са по-стръмни към Дунавската равнина. На изток достига до завоя на Огоста при град Монтана. Билото е гребеновидно с максимална височина връх Бърдото (651,9 м), разположен в западната част на рида, на около 2 км източно от село Каменна Рикса. Северозападните му части се отводняват от десните притоци на река Цибрица, а останалите – от левите притоци на река Огоста.
Веренишкото бърдо представлява моноклинала, остатък от южното бедро на Белоградчишката антиклинала. Изградено е от юрски и горнокредни варовици. Южният склон изобилства от карстови форми. Основно северните склонове са обрасли с редки благуново-церови гори и храсталаци от келяв габър. Южните склонове като цяло са обезлесени и са заети от обширни пасища.
В най-източното подножие на рида е разположен град Монтана, по северните му склонове – селата Винище, Горна Вереница и Долна Вереница, а по южните – селата Горно Церовене, Видлица, Чемиш и Каменна Рикса.
По северния склон на Веренишкото бърдо, на протежение от 16,3 км, от Монтана до село Винище преминава участък от първокласен път № 1 от Държавната пътна мрежа Видин – София – ГКПП „Кулата“, а по южното подножие – 11 км от третокласен път № 102 от Държавната пътна мрежа Димово – Белоградчик – Монтана.

## Топографска карта
- Лист от карта K-34-23. Мащаб: 1 : 100 000.